# ألاستير سكوت
ألاستير سكوت هو سياسي نيوزيلندي، ولد في 18 سبتمبر 1965 في ويلينغتون في نيوزيلندا. نشط حزبياً في الحزب الوطني في نيوزيلندا. وقد انتخب عضو مجلس النواب النيوزيلندي ‏ عن دائرة وايرارابة ‏ وقد انضم خلال فترته النيابية ‏ للكتلة البرلمانية الحزب الوطني في نيوزيلندا وانتخب عضو مجلس النواب النيوزيلندي ‏ عن دائرة وايرارابة ‏ وقد انضم خلال فترته النيابية ‏ للكتلة البرلمانية الحزب الوطني في نيوزيلندا.